# Грищенко, Александр Сергеевич
Алекса́ндр Серге́евич Гри́щенко (род. 7 марта 1942, Комсомольск-на-Амуре) — российский дипломат. Чрезвычайный и полномочный посланник 1 класса (2003).

## Биография
Родился в эвакуации, с 1946 года жил в Ленинграде. Окончил Ленинградский государственный университет (1970), где был секретарём комитета ВЛКСМ ЛГУ. С 1970 года — член ЦК ВЛКСМ, с 1972 года — в аппарате ЦК ВЛКСМ (дорос до заведующего отделом).
На дипломатической работе с марта 1981 года, первый секретарь посольства в СФРЮ, отвечал за  развитие связей с Союзом социалистической молодёжи Югославии. В 1987 году вернулся в Москву, где прошёл обучение на Курсах руководящих дипкадров, поработал начальником отдела Югославии и в 1990 вновь был направлен в Белград.
- В 1992—1996 годах — советник-посланник Посольства России в Хорватии.
- В 1997—2001 годах — заместитель директора Третьего европейского департамента МИД России.
- С 25 декабря 2000 по 30 марта 2005 года — чрезвычайный и полномочный посол России в Боснии и Герцеговине[1][2].
- С мая 2005 — на пенсии.

Владеет сербским и хорватским языками.

## Дипломатический ранг
- Чрезвычайный и полномочный посланник 2 класса (1 апреля 1996)[3].
- Чрезвычайный и полномочный посланник 1 класса (24 апреля 2003)[4].